# Muntenii de Jos
Muntenii de Jos – wieś w Rumunii, w okręgu Vaslui, w gminie Muntenii de Jos. W 2011 roku liczyła 1760 mieszkańców.